# Vomeropherine

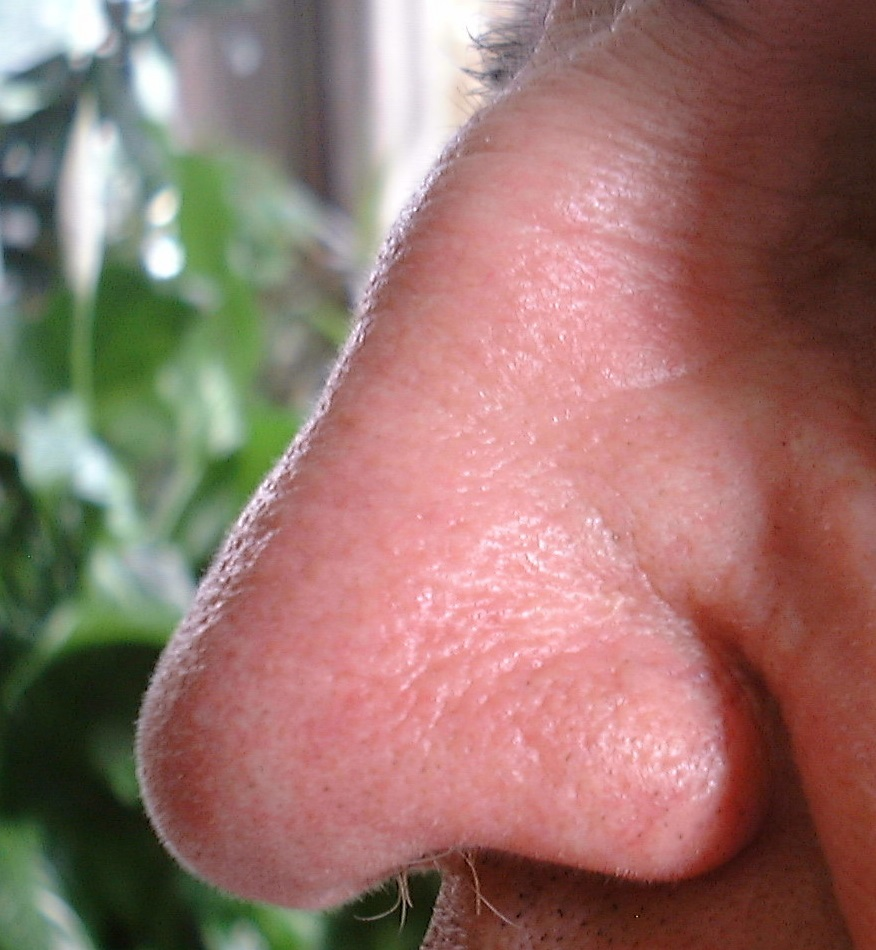
Menschliche Nase

Vomeropherine sind Pheromone, die über das vomeronasale Organ (Geruchsorgan bei Säugetieren, auch Jacobson-Organ) wirken sollen. Der Begriff „Vomerophine“ [zusammengesetzt aus latein. vomer, vomeris ‚Pflugschar‘ (anatom. ‚Pflugscharbein‘) und Pheromon] wurde von Luis Monti-Bloch und Mitarbeitern für diese Gruppe chemischer Substanzen geprägt.

## Verwendung
Aus der Vielzahl dieser Substanzen  wird  Androstadienon als männliches  und  Estratetraenol – ursprünglich aus dem Urin von Schwangeren isoliert – als weibliches  Vomeropherin bezeichnet. Einige Vomeropherine werden als Bestandteil von Parfums eingesetzt, um die sexuelle Attraktivität des Anwenders oder der Anwenderin zu steigern. Ob dies praktisch relevant ist, ist ungewiss.